# Новолосконець
Новолосконець (пол. Nowołoskoniec) — село в Польщі, у гміні Оборники Оборницького повіту Великопольського воєводства.
Населення — 202 особи (2011).
У 1975-1998 роках село належало до Познанського воєводства.

## Демографія
Демографічна структура станом на 31 березня 2011 року:
|          | Загалом | Допрацездатний вік | Працездатний вік | Постпрацездатний вік |
| -------- | ------- | ------------------ | ---------------- | -------------------- |
| Чоловіки | 97      | 18                 | 72               | 7                    |
| Жінки    | 105     | 22                 | 67               | 16                   |
| Разом    | 202     | 40                 | 139              | 23                   |